# Giro del Lazio 1957
Il Giro del Lazio 1957, ventitreesima edizione della corsa, si svolse il 29 settembre 1957, su una prova a cronometro di 116 km. La vittoria fu appannaggio dell'italiano Ercole Baldini, il quale precedette i connazionali Alfredo Sabbadin e Gastone Nencini.

## Ordine d'arrivo (Top 10)
| Pos. | Corridore        | Squadra              | Tempo |
| ---- | ---------------- | -------------------- | ----- |
| 1    | Ercole Baldini   | Legnano              |       |
| 2    | Alfredo Sabbadin | San Pellegrino Sport |       |
| 3    | Gastone Nencini  | Leo-Chlorodont       |       |
| 4    | Germano Barale   | San Pellegrino Sport |       |
| 5    | Michele Gismondi | Carpano-Coppi        |       |
| 6    | Pasquale Fornara | Arbos-Bif-Welter     |       |
| 7    | Aurelio Cestari  | Lygie                |       |
| 8    | Bruno Monti      | Atala-Pirelli        |       |
| 9    | Roberto Falaschi | Atala-Pirelli        |       |
| 10   | Adriano Zamboni  | Torpado              |       |